# Johannes Seemann
Johannes Seemann (* 16. Juni 1812 in Schwetz, Westpreußen; † 20. Oktober 1893) war ein deutscher Gymnasiallehrer und Gymnasialdirektor in Westpreußen.

## Leben
Johannes Seemann besuchte das Gymnasium in Braunsberg in Ostpreußen, wo er 1830 das Abitur ablegte. Anschließend studierte er an der Berliner Universität und promovierte dort 1835. Seit 1836 war er Probekandidat als Lehrer im Friedrich-Wilhelms-Gymnasium und einer Realschule in Berlin.
1838 wurde Seemann im neuen Gymnasium in Culm als Oberlehrer angestellt. 1856 wurde er dort zum Professor ernannt. 1857 wurde Johannes Seemann erster Direktor im neuen Progymnasium in Neustadt in Westpreußen. 1861 wurde er nach dessen Umwandlung in ein Gymnasium ebenfalls Direktor. 1883 ging er in den Ruhestand.

## Publikationen
Johannes Seemann verantwortete Jahresprogramme des Gymnasiums in Neustadt und verfasste einige regionalgeschichtliche und weitere Schriften
- Die Culmer Pfarrkirche, Culm 1856
- Ueber das Franziskaner-Kloster in Culm, Neustadt in Westpreussen, 1860.
- Geschichte des Königlichen Gymnasiums zu Neustadt in Westpreussen während seines 25-jährigen Bestehens, Neustadt i. Westpr. 1882.